# 周云鹏
周云鹏（1912年—1992年），笔名门吉、蜀东，艺名剑秋，男，原籍四川邻水，生于湖北宜昌，中国杂技表演艺术家，曾任中国杂技艺术家协会顾问。